# Натали Портман
Натали Хершлаг (на английски: Natalie Hershlag, на иврит: נטלי הרשלג) е американска актриса, родена в Израел и професионално известна като Натали Портман. През своята над 30-годишна кариера е участвала в множество блокбъстъри, както и независими филми, като е спечелила уважението на критици и фенове. Носителка е на "Оскар", "БАФТА", "Златен глобус" и много други отличия. Портман е известна и с активизма си в защита на правата на животните, опазването на околната среда и правата на жените.

## Биография
Родена е на 9 юни 1981 г. в Йерусалим, Израел. През 1984 г., когато е на три години, семейството ѝ се премества в САЩ, в щата Вашингтон. През 1988 г. те се преместват в Кънектикът, а през 1990 г. се установяват в Лонг Айлънд, Ню Йорк.
Натали Портман дебютира като актриса на 12-годишна възраст във филма на Люк Бесон „Леон“. Във филма тя играе дете, което се сприятелява с много по-възрастен наемен убиец. През следващите 10 години прави множество филмови участия. През 1999 г. Натали Портман е номинирана за наградата Златен глобус за най-добра поддържаща актриса за представянето си във филма „Някъде на запад“ (Anywhere But Here).
Докато се опитва да вземе бакалавърска степен по психология в университета Харвард, Натали Портман се появява във филмите от поредицата „Междузвездни войни“ (Star Wars), където нейна героиня е Падме Амидала. След като завършва Харвард през 2003 г., тя получава малка роля в отличения с награда Оскар филм „Студена планина“ (Cold Mountain). През 2004 г. Натали Портман има главна роля във филма „Гардън Стейт“ („Garden State“). През същата година е отличена с награда Златен глобус за поддържаща женска роля за участието си във филма „Отблизо“ (Closer). За същата роля тя е номинирана за награда Оскар за най-добра поддържаща женска роля.

### Активизъм
Портман е вегетарианка от детството си и се изявява като застъпничка на правата на животните. Твърди публично, че не се храни с животински продукти и не носи кожени дрехи, като заявява, че „всичките ми обувки са от Target и Stella McCartney.“
През 2007 г. посещава Руанда с Джак Хана, за да заснеме документалния филм „Gorillas on the Brink“ (букв. Горили на ръба). По-късно на кръщелна церемония дава името Гукина на невръстна горила, което означава „играя“.
През 2007 г. пуска в ход своя собствена модна линия за вегански обувни изделия.

## Филмография
| Година | Филм                                                   | Оригинално заглавие                        | Роля                   | Бележки |
| ------ | ------------------------------------------------------ | ------------------------------------------ | ---------------------- | --- |
| 1994   | Леон                                                   | Léon                                       | Матилда                | |
| 1994   |                                                        | Developing                                 | Нина                   | Късометражен филм |
| 1995   | Жега                                                   | Heat                                       | Лорън Густафсон        | |
| 1996   | Красиви момичета                                       | Beautiful Girls                            | Марти                  | |
| 1996   | Всеки казва обичам те                                  | Everyone Says I Love You                   | Лора Дендридж          | |
| 1996   | Марсиански атаки                                       | Mars Attacks!                              | Тафи Дейл              | |
| 1999   | Междузвездни войни: Епизод I - Невидима заплаха        | Star Wars Episode I: The Phantom Menace    | Падме Амидала          | - номинация – Сатурн за най-добър млад актьор. |
| 1999   | Някъде на запад                                        | Anywhere But Here                          | Ан Огъст               | - номинация – Златен глобус за най-добра поддържаща актриса. |
| 2000   | Там, където е сърцето                                  | Where the Heart Is                         | Новали Нейшън          | |
| 2001   | Зулендър                                               | Zoolander                                  | себе си                | |
| 2002   | Междузвездни войни: Епизод II - Клонираните атакуват   | Star Wars Episode II: Attack of the Clones | Падме Амидала          | - номинация – Сатурн за най-добра актриса. |
| 2003   | Студена планина                                        | Cold Mountain                              | Сара                   | |
| 2004   | Гардън Стейт                                           | Garden State                               | Саманта                | - номинация – Сателит за най-добра актриса в мюзикъл или комедия. |
| 2004   | Отблизо                                                | Closer                                     | Алис                   | - Златен глобус за най-добра поддържаща актриса. - номинация – Оскар за най-добра поддържаща женска роля. - номинация – Награда на БАФТА за най-добра актриса в поддържаща роля. - номинация – Сателит за най-добра актриса в поддържаща роля в драматичен филм.                          |
| 2005   | Междузвездни войни: Епизод III - Отмъщението на ситите | Star Wars Episode III: Revenge of the Sith | Падме Амидала          | - номинация – Сатурн за най-добра актриса. |
| 2005   | Свободна зона                                          | Free Zone                                  | Ребека                 | |
| 2005   | В като Вендета                                         | V for Vendetta                             | Иви Хамънд             | - Сатурн за най-добра актриса. |
| 2006   | Париж, обичам те                                       | Paris, je t'aime                           | Франсин                | |
| 2006   | Призраците на Гоя                                      | Goya's Ghosts                              | Инес Билбатуа / Алисиа | |
| 2007   | Моите боровинкови нощи                                 | My Blueberry Nights                        | Лесли                  | |
| 2007   | The Darjeeling Limited                                 |                                            |                        | |
| 2007   | Чудният магазин на мистър Магориум                     | Mr. Magorium's Wonder Emporium             | Моли Махони            | |
| 2008   | Другата Болейн                                         | The Other Boleyn Girl                      | Ан Болейн              | |
| 2009   | Другата жена                                           | The Other Woman                            | Емилия Грийнлийф       | също изпълнителен продуцент |
| 2009   | Ню Йорк, обичам те!                                    | New York, I Love You                       | Рифка                  | също режисьор на сегмент |
| 2009   | Братя                                                  | Brothers                                   | Грейс Кейхил           | - номинация – Сатурн за най-добра актриса. |
| 2010   | Хешър                                                  | Hesher                                     | Никол                  | също продуцент |
| 2010   | Черният лебед                                          | Black Swan                                 | Нина Сейърс            | - Оскар за най-добра женска роля. - Награда на БАФТА за най-добра актриса в главна роля. - Златен глобус за най-добра актриса в драматичен филм. - Сатурн за най-добра актриса. - номинация – Сателит за най-добра актриса в драматичен филм. - номинация – Емпайър за най-добра актриса. |
| 2011   | Просто секс                                            | No Strings Attached                        | Ема Курцман            | също изпълнителен продуцент |
| 2011   | Ваше височество                                        | Your Highness                              | Изабел                 | |
| 2011   | Тор: Богът на гръмотевиците                            | Thor                                       | Джейн Фостър           | |
| 2013   | Тор: Светът на мрака                                   | Thor: The Dark World                       | Джейн Фостър           | |
| 2015   |                                                        | Knight of Cups                             | Елизабет               | |
| 2015   |                                                        | A Tale of Love and Darkness                | Фаня Оз                | също режисьор, сценарист и продуцент |
| 2016   |                                                        | Jane Got a Gun                             | Джейн Хамънд           | |
| 2016   | Джаки                                                  | Jackie                                     | Жаклин Кенеди          | |
| 2016   |                                                        | Planetarium                                | Лора Барлоу            | |